# 시마 비스와스
시마 비스와스(힌디어: सीमा बिस्वास, 영어: Seema Biswas, 1965년 1월 14일 ~ )는 인도의 배우이다. 1995 내셔널 필름 어워드 여우주연상 수상자이다.

## 출연 작품
- 이케아 옷장에서 시작된 특별난 여행 (2018)
- 하프 걸프렌드 (2017)
- 프리키 알리 (2016)
- 아나토미 오브 바이얼런스 (2016)
- 우화의 강 (2015)
- 한밤의 아이들 (2012)
- 스트라이커 (2010)
- 파탕 (2010)
- 쿠킹 위드 스텔라 (2009)
- 아말 (2007)
- 비바 (2006)
- 제로 존 (2006)
- 아쉬람 (2005)
- 업세션 (2002)
- 컴퍼니 (2002)
- 카모시: 더 뮤지컬 (1996)
- 밴디트 퀸 (1994)